# Francesca Mannucci
Francesca Mannucci (Atri, 21 febbraio 1977) è un'ex cestista italiana.
Guardia tiratrice di 172 cm, ha giocato in Serie A1 con Termini Imerese.

## Carriera
Dopo essere stata la seconda miglior marcatrice in Serie A2 con la maglia di Catania nel 2003-04 e aver disputato una stagione a Palestrina, nel 2005-06 ha firmato per Marghera.
Nel gennaio 2016 esordisce con la maglia della Yale Athena Pescara.

## Statistiche

### Presenze e punti nei club
Statistiche aggiornate al 30 giugno 2010
| Stagione        | Squadra                    | Competizione | Partite | Partite | Partite | Statistiche tiro | Statistiche tiro | Statistiche tiro | Altre statistiche | Altre statistiche | Altre statistiche | Altre statistiche | Altre statistiche |
| Stagione        | Squadra                    | Competizione | Pres.   | Titol.  | Minuti  | Tiri da 2        | Tiri da 3        | Liberi           | Rimb.             | Assist            | Rubate            | Stopp.            | Punti             |
| --------------- | -------------------------- | ------------ | ------- | ------- | ------- | ---------------- | ---------------- | ---------------- | ----------------- | ----------------- | ----------------- | ----------------- | ----------------- |
| 1998-1999       | MG Exemplar Palermo        | Serie A2     |         |         |         |                  |                  |                  |                   |                   |                   |                   |                   |
| 1999-2000       | Vini Corvo Termini Imerese | Serie A2     |         |         |         |                  |                  |                  |                   |                   |                   |                   |                   |
| 2000-2001       | Vini Corvo Termini Imerese | Serie A1     | 11      |         | 148     | 11/28            | 7/22             | 3/5              | 2                 | 0                 | 9                 |                   | 46                |
| 2002-2003       | Reitrans Catania           | Serie A2     | 30      |         |         |                  |                  |                  |                   |                   |                   |                   | 480               |
| 2003-2004       | Palmares Catania           | Serie A2     | 24      |         |         | 55%              | 41%              | 77%              |                   |                   |                   |                   | 545               |
| 2004-2005       | Acquario Palestrina        | Serie A2     |         |         |         | 49%              | 38%              |                  |                   |                   |                   |                   | 17,5              |
| 2005-2006       | Sernavimar Marghera        | Serie A2     | 34      | 26      | 986     | 82/207           | 54/149           | 41/65            | 59                | 21                | 49                | 0                 | 379               |
| 2006-2007       | Sernavimar Marghera        | Serie A2     | 34      | 17      | 775     | 76/156           | 57/165           | 42/57            | 58                | 16                | 45                | 0                 | 367               |
| 2007-2008       | Gea Magazzini Alcamo       | Serie A2     | 33      | 31      | 1.158   | 127/289          | 57/177           | 106/150          | 131               | 25                | 57                | 2                 | 543               |
| 2008-2009       | Gea Magazzini Alcamo       | Serie A2     | 27      | 25      | 861     | 99/198           | 31/105           | 49/68            | 76                | 8                 | 41                | 1                 | 340               |
| gen. '10-'10    | Passalacqua Ragusa         | Serie A2     | 14      | 12      | 351     | 38/65            | 17/32            | 33/45            | 29                | 0                 | 12                | 0                 | 160               |
| Totale carriera |                            |              |         |         |         |                  |                  |                  |                   |                   |                   |                   |                   |

## Palmarès
- Campionato italiano di Serie A2: 1
Libertas Termini: 1999-20
00
- Coppa Italia serie A2 2007 Sernavimar Marghera